# پنینگس‌فیر
پنینگس‌فیر (به هلندی: Penningsveer) یک منطقهٔ مسکونی در هلند است که در هارلمرلیده ان اسپارن‌واده واقع شده‌است.